# Vipava
Vipava (italienska "Vipacco" tyska: Wippach) är ett samhälle och en kommun i sydvästra Slovenien med 5 600 invånare (2019). Samhället Vipava har 1 950 invånare.
Författaren och diplomaten Siegmund von Herberstein föddes i Vipava.